# Гедеванишвили, Элене Гурамовна
Элене́ (Елена) Гура́мовна Гедеванишви́ли (груз. ელენე გედევანიშვილი; род. 7 января 1990, Тбилиси) — бывшая грузинская фигуристка, выступавшая в одиночном разряде. Чемпионка Грузии по фигурному катанию 2003 года. Первая грузинская фигуристка, завоевавшая медали чемпионатов Европы — бронзу в 2010 году и 2012 году. По состоянию на январь 2014 года занимала 24-е место в рейтинге Международного союза конькобежцев (ИСУ).

## Карьера

### Начало карьеры и первые успехи

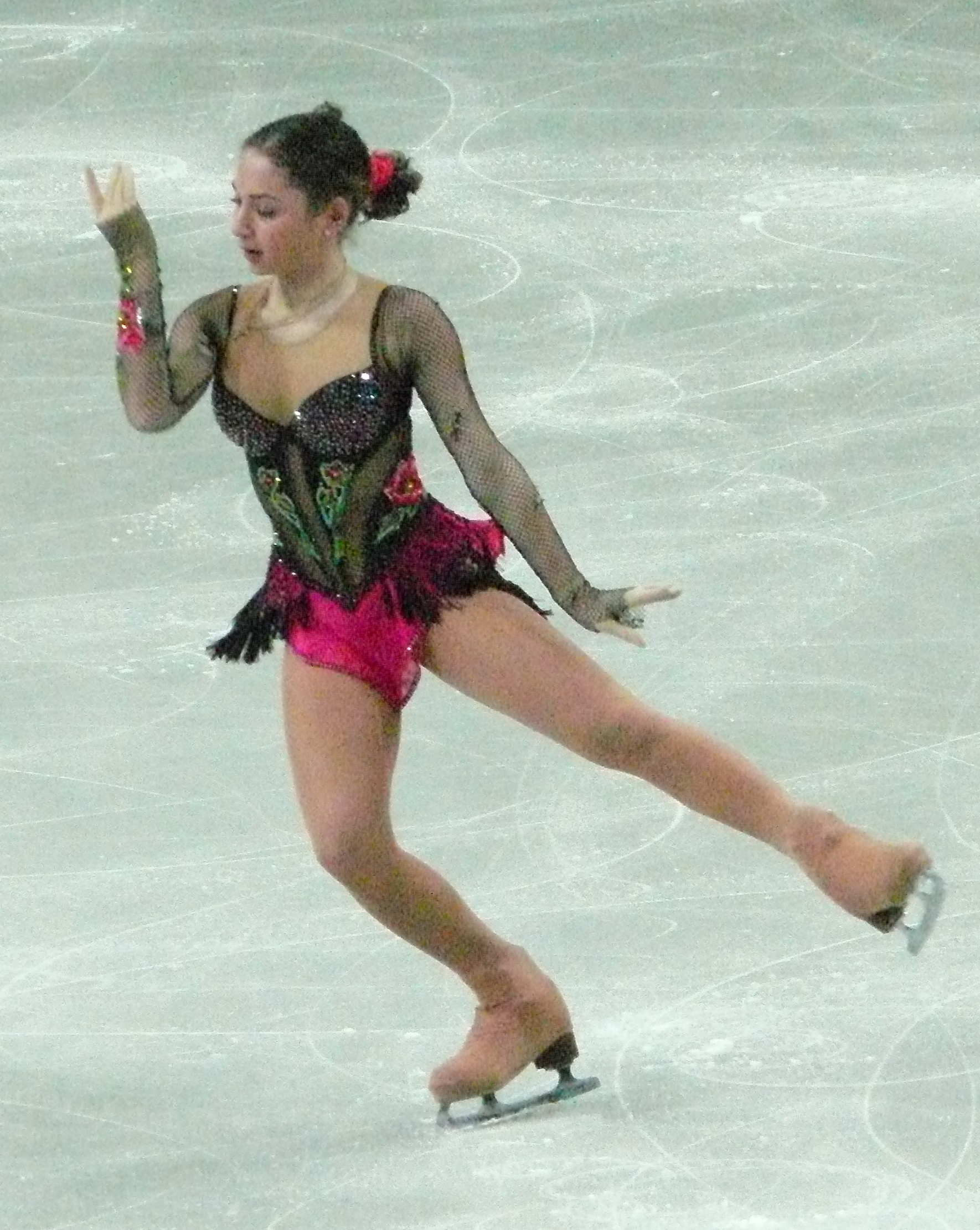
Элене Гедеванишвили на чемпионате Европы 2007

Начала заниматься фигурным катанием в возрасте 5 лет под руководством тренера Тамары Анджапаридзе. К 10 года талант девочки стал очевиден, и Федерация фигурного катания Грузии рекомендовала родителям Элене продолжить обучение в Москве, где лучше условия для тренировок и спортивного роста.
В 2000 году Элене с матерью переезжают в Москву и фигуристка начинает тренироваться в Ледовом дворце «ЦСКА» под руководством российских тренера Елены Буяновой и хореографа Елены Благовой.
В 2003 году Элене становится чемпионкой Грузии по фигурному катанию среди взрослых спортсменок одиночниц.
В 2006-м, олимпийском году Элене с успехом дебютирует на самых серьёзных международных соревнованиях. На чемпионате Европы в Лионе (Франция), производит сенсацию, в короткой программе единственная исполнила сложнейший каскад тройной флип — тройной тулуп, что позволило сразу занять 4-е место, в итоге она занимает 5-е место, что является очень высоким результатом для дебюта. Затем становится 10-й на зимней Олимпиаде в Турине (Италия) и 14-й на чемпионате мира в Калгари (Канада).

### 2006—2007: переезд в США

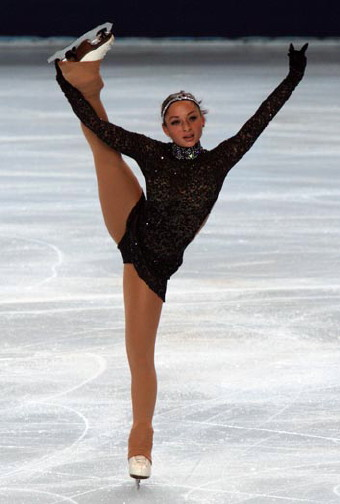
Элене Гедеванишвили на турнире «Trophée Eric Bompard» в 2008 году.

Следующий сезон 2006—2007 годов стал для Гедеванишвили крайне неудачным. В период охлаждения дипломатических отношений между Россией и Грузией мать Элене, Мака Гедеванишвили, подверглась проверке документов, в ходе которой выяснилось, что разрешение на пребывание в Москве оформлено с нарушением законодательства России. В соответствии с законом, её депортировали в Грузию, Элене была вынуждена уехать вместе с ней.
После возвращения в Грузию Элене получила одну из высших наград страны — орден Чести за высокие спортивные достижения — из рук президента страны Михаила Саакашвили. Элене Гедеванишвили стала самым юным обладателем этой награды. О заслугах Е. Г. Буяновой в успехах спортсменки не было сказано ни слова.
Однако условий для тренировок в Грузии не было. Фигуристка хотела вернуться в Москву, но российские власти отказали в выдаче визы её матери, как нарушившей законодательство РФ, а одна Элене жить в Москве не захотела. В ходе всех этих событий Элене не тренируется и не принимает участия в соревнованиях.
В конце 2006 года грузинские власти принимают решение о выделении фигуристке значительных средств на то, чтобы она смогла жить и тренироваться в США. Элене начинает работать у Галины Змиевской в русской школе фигурного катания в Нью-Джерси.
Итогом всех этих злоключений стало то, что Элене пропускает большинство турниров и в целом за 2006/2007 сезон недостаточно тренируется, неудачно выступает на чемпионате Европы и чемпионате мира, заняв соответственно 8 и 17 место. Это единственные соревнования в том сезоне, в которых она приняла участие, за исключением турнира «Мемориал Карла Шефера», который она выиграла в самом начале сезона ещё под руководством Елены Буяновой.

### Поиски выхода из кризиса

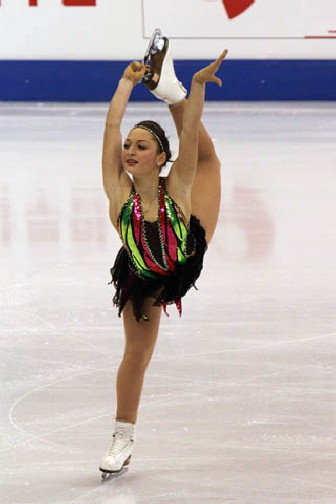
Элене Гедеванишвили на чемпионате мира 2009 года.

Летом 2007 года Гедеванишвили вновь меняет тренера. Элене переезжает в Хакенсак, штат Нью-Джерси и тренируется там под руководством Романа Серова. Однако, неудачи продолжились. Элене не может записать себе в актив и сезон 2007—2008 годов: она средне выступает на обеих этапах Гран-при на которые «сеяна» (Skate America — 6 место, NHK Trophy — 8), становится только 7-й на чемпионате Европы и 20-й на чемпионате мира.
Чемпионат Европы 2009 года Элене проводит чрезвычайно плохо. Впервые в карьере она даже не отбирается для исполнения произвольной программы, став 25-й. После такого провала Элене вновь меняет тренера, и переходит в группу Робин Вагнер, работавшей в разное время с такими известными фигуристками как Сара Хьюз и Саша Коэн. Кроме того, чтобы поднять упавший рейтинг, Элене отправляется на чемпионат мира среди юниоров 2009, хотя последний раз была на этом турнире ещё в 2005 году (стала тогда 5-й). На чемпионате Элене выиграла короткую программу и была в числе фаворитов. Но как часто у неё случалось в последние два года, в произвольной сорвала несколько прыжков и оказалась на 11-м месте. По итоговой сумме баллов Гедеванишвили была шестой на этом турнире. На «взрослом» чемпионате мира Элене снова отлично выполняет короткую программу, а в произвольной совершает ряд мелких ошибок, однако всё же достигает своего лучшего на сегодняшний день результата — десятое место мирового первенства. Этим она завоёвывает для Грузии две путёвки в женском одиночном катании на Олимпиаду в Ванкувере (от одной из олимпийских лицензий НОК Грузии, впоследствии, отказался) и на чемпионат 2010 года.

### Сезон 2009—2010

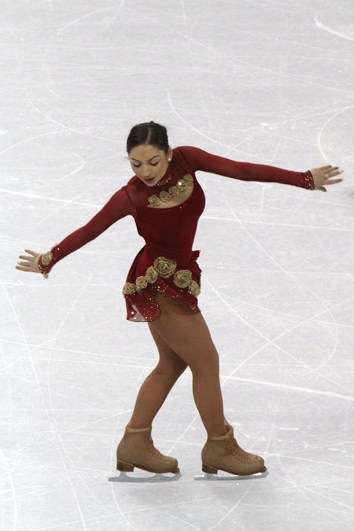
Гедеванишвили на Олимпийских играх 2010. Произвольная программа

На чемпионате Европы 2010 года Элене совершила серьёзный прорыв — она завоевала бронзовую медаль. После короткой программы Элене была на 4-м месте, уступив итальянке Каролине Костнер и финкам Кийре Корпи и Лауре Лепистё. В произвольной программе ситуация изменилась. Соперницы срывали элементы одна за другой. В результате, Элене Гедеванишвили заняла в произвольной 2-е место. Каролину Костнер, несмотря на падение, оценили выше Элене. Лаура Леписто заняла третье место, но по сумме баллов обошла Элене и завоевала серебро. За Элене, в короткой программе, с трибун болели президент и первая леди Грузии Михаил Саакашвили и Сандра Рулофс, а также министр культуры и спорта Грузии Николоз Руруа, находившиеся в эти дни в Таллине с официальным визитом.
На Олимпиаде в Ванкувере, после исполнения короткой программы Гедеванишвили занимала довольно высокое 9-е место. В произвольной программе, упала при исполнении тройного лутца, ошибалась при исполнении других прыжков, допустила ряд помарок и сдала свои позиции — 17-е место в произвольной и лишь 14 итоговое место. На чемпионате мира стала лишь 18-й.

### Дальнейшая карьера
В сезоне 2010—2011 Гедеванишвили имела 2 этапа Гран-при, где стала 6-й и 7-й, была 8-й на чемпионате Европы и 10-й на чемпионате мира. В июле 2011 года Гедеванишвили переезжает в Торонто для тренировок у Брайана Орсера.
В 2012 году ей удаётся повторить свой самый успешный результат на чемпионате Европы и снова завоевать бронзовую медаль. На чемпионате мира 2012 Элене третий раз в карьере занимает 10-е место.
Сезон 2012—2013 Элене начинает с турнира Skate Canada, где сенсационно лидирует после короткой программы, однако, допустив несколько срывов в произвольной, занимает итоговое пятое место. На самом чемпионате мира в 2013 году, который являлся квалификационным турниром к зимним Олимпийским играм в Сочи, она выступила очень неудачно, не сумев пройти даже в произвольную программу. Лишь осенью 2013 года на втором квалификационном турнире в Германии она пробилась на главные старты четырёхлетия.
Многие подумывали, что Элене после Олимпийских игр в Сочи завершит свою спортивную карьеру. Она не поехала в Японию на очередной мировой чемпионат, однако уже в октябре 2014 года она стартовала на этапе Гран-при в Чикаго. В конце ноября также выступила неудачно на заключительном этапе Гран-при в Осаке. Очередной провал последовал на чемпионате Европы 2015, где она заняла 23 место. Однако через два месяца на чемпионате мира она выступила даже лучше, заняв 22-е место.
Новый сезон фигуристка начала на турнире в Италии в сентябре 2015 года. Выступление её было неудачным, она замкнула восьмёрку фигуристов. Далее она снялась с этапа Гран-при в Канаде. Позднее она приняла решение завершить карьеру.

## Государственные награды
- Орден Чести (2006 год) — за высокие спортивные достижения.

## Программы

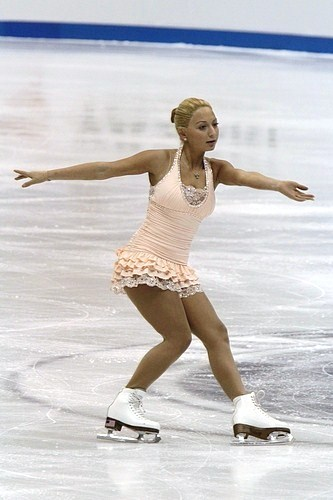
Элене в 2010 году.

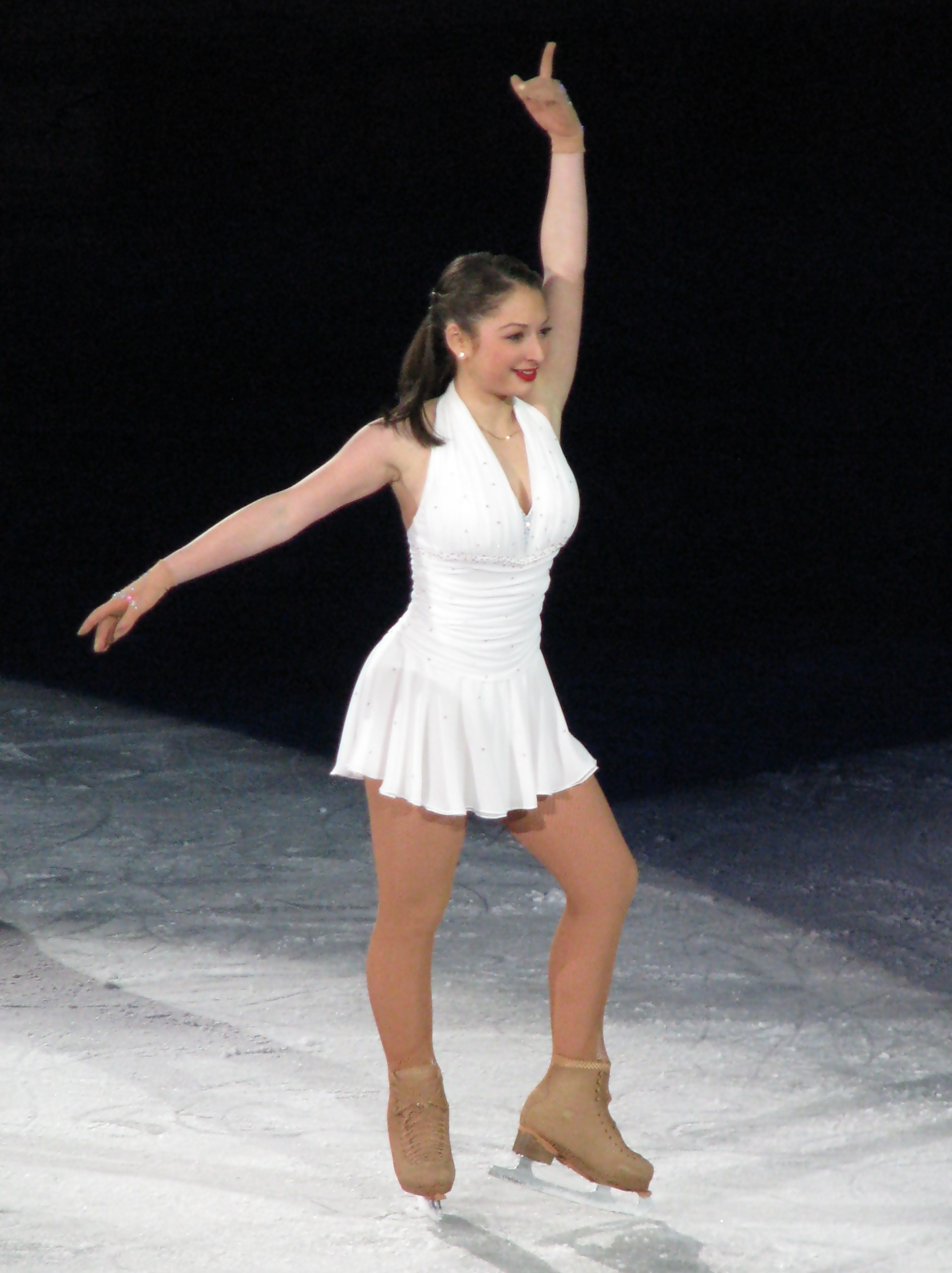
Показательные выступления на чемпионате Европы 2010

| Сезон     | Короткая программа                  | Произвольная программа                                                                              |
| --------- | ----------------------------------- | --------------------------------------------------------------------------------------------------- |
| 2012—2013 | Список Шиндлера Джон Уильямс        | Дон Кихот (балет) Леон Минкус                                                                       |
| 2011—2012 | Танго «Jealousy» Якоб Гаде          | Призрак Оперы Эндрю Ллойд Уэббер                                                                    |
| 2010—2011 | «Тюремное танго» из фильма «Чикаго» | Призрак Оперы Эндрю Ллойд Уэббер                                                                    |
| 2009—2010 | Fever Davenport                     | Кармен Эндрю Ллойд Уэббер                                                                           |
| 2008—2009 | «Кабаре» Джон Кандер и Фред Эбб     | «Don’t Let Me Be Misunderstood» Санта Эсмеральда «Besame Mucho» и «Historia de un amor» Перес Прадо |
| 2007—2008 | «Кабаре» Джон Кандер и Фред Эбб     | Саундтрек к фильму «Прекрасная история» Франсис Ле                                                  |
| 2006—2007 | «Две гитары» Поль Мориа             | Фламенко                                                                                            |
| 2005—2006 | Гранада                             | Армянская рапсодия Ара Геворкян                                                                     |
| 2004—2005 | Мексиканские танцы                  | «Египетский балет» Александр Луиджини                                                               |
| 2003—2004 | Мексиканские танцы                  | «Египетский балет» Александр Луиджини                                                               |

## Спортивные достижения

### Результаты после 2009 года
| Соревнования/Сезон                   | 2009—10 | 2010—11 | 2011—12 | 2012—13 | 2013—14 | 2014—15 | 2015—16 |
| ------------------------------------ | ------- | ------- | ------- | ------- | ------- | ------- | ------- |
| Зимние Олимпийские игры              | 14      |         |         |         | 19      |         |         |
| Чемпионаты мира                      | 18      | 10      | 10      | 29      |         | 22      |         |
| Чемпионаты Европы                    | 3       | 8       | 3       | 14      | 10      | 23      |         |
| Этапы Гран-при: Skate Canada         |         |         |         | 5       |         |         |         |
| Этапы Гран-при: NHK Trophy           |         | 6       | 5       | 6       | 9       | 10      |         |
| Этапы Гран-при: Skate America        | 6       | 7       | 7       |         | 9       | 7       |         |
| Этапы Гран-при: Trophée Eric Bompard | 7       |         |         |         |         |         |         |
| Nebelhorn Trophy                     |         |         | 2       |         | 6       |         |         |
| Кубок Ломбардии                      |         |         |         |         |         |         | 8       |

### Результаты до 2009 года
| Соревнования/Сезон                   | 2001—02 | 2002—03 | 2003—04 | 2004—05 | 2005—06 | 2006—07 | 2007—08 | 2008—09 |
| ------------------------------------ | ------- | ------- | ------- | ------- | ------- | ------- | ------- | ------- |
| Зимние Олимпийские игры              |         |         |         |         | 10      |         |         |         |
| Чемпионат мира                       |         |         |         |         | 14      | 17      | 20      | 10      |
| Чемпионаты Европы                    |         |         |         |         | 5       | 8       | 7       | 25      |
| Чемпионаты мира среди юниоров        |         |         | 12      | 5       |         |         |         | 6       |
| Чемпионаты Грузии                    | 4       | 1       | 1J.     |         |         |         |         |         |
| Этапы Гран-при: NHK Trophy           |         |         |         |         |         |         | 8       |         |
| Этапы Гран-при: Trophée Eric Bompard |         |         |         |         |         |         |         | 7       |
| Этапы Гран-при: Skate America        |         |         |         |         |         |         | 6       |         |
| Турниры Finlandia Trophy             |         |         |         |         |         |         |         | 4       |
| Мемориал Карла Шефера                |         |         |         |         | 4       | 1       |         |         |
| Турниры «NRW Trophy», Дортмунд       |         |         |         |         |         |         |         | 1       |

J = юниорский уровень